# Den osynlige mannen (film, 1933)

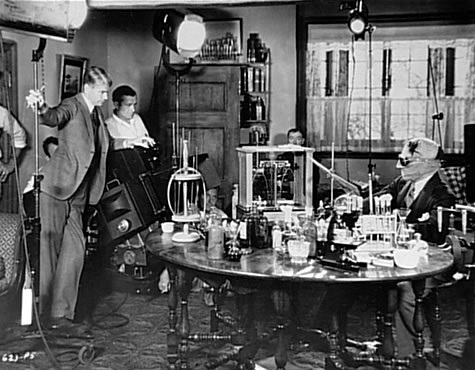
Regissören James Whale (vänster) och skådespelaren Claude Rains (höger) under inspelningen av Den osynlige mannen.

Den osynlige mannen (originaltitel: The Invisible Man) är en amerikansk skräckfilm från 1933 i regi av James Whale. Filmen är baserad på romanen Den osynlige mannen av H.G. Wells.

## Handling
En snöig natt anländer en främling till The Lion's Head Inn i det lilla samhället Iping i Sussex i södra England, med ansiktet insvept i bandage och med stora mörka glasögon för ögonen. Han kräver att få ett eget rum och att få lämnas helt ifred. Snart börjar märkliga saker inträffa i byn.

## Rollista
| Claude Rains     | – Den osynlige mannen/Jack Griffin |
| Gloria Stuart    | – Flora Cranley                    |
| William Harrigan | – Dr. Arthur Kemp                  |
| Henry Travers    | – Dr. Cranley                      |
| Una O'Connor     | – Jenny Hall                       |
| Forrester Harvey | – Herbert Hall                     |
| Dudley Digges    | – Chefskonstapel                   |
| E.E. Clive       | – Konstapel Jaffers                |